# حاجي كندي (مياندوآب)
حاجي كندي هي قرية في مقاطعة مياندوآب، إيران. عدد سكان هذه القرية هو 444 في سنة 2006.